# Boy Meets World
Boy Meets World (Nederlandse titel De Wereld Om de Hoek) is een Amerikaanse komedieserie die oorspronkelijk van 24 september 1993 tot en met 5 mei 2000 werd uitgezonden. Centraal hierin staat het personage Cory Matthews (Ben Savage) terwijl hij opgroeit van basisschoolleerling tot getrouwd man.
Boy Meets World kreeg op 27 juni 2014 een vervolg getiteld Girl Meets World. Hierin keert Savage terug als Cory Matthews die inmiddels vader is van een dochter, Riley, het nieuwe hoofdpersonage.

## Verhaallijnen
Cory Matthews is het middelste kind van Alan en Amy. Hij heeft een oudere broer Eric en een jonger zusje, Morgan.

### Vroege seizoenen
Cory  zit in groep acht van de basisschool en probeert zo min mogelijk uit te voeren. Voor alles kiest hij de gemakkelijkste weg, maar hij krijgt daardoor vaak het deksel op de neus. Samen met zijn beste vriend Shawn Hunter haalt hij de ene na de andere grap uit, waarbij het sulletje van de klas, Stuart Minkus, het vaak moet ontgelden. Zijn leraar is de strenge doch rechtvaardige Mr. Feeny, die ook nog eens zijn buurman is. De problemen waarmee Cory thuis en op school te maken krijgt, blijken altijd op de één of andere manier met elkaar verbonden te zijn. Door ze op te lossen, krijgt hij steeds weer een beetje meer inzicht in het leven.
In seizoen 2 gaan Cory en Shawn naar de middelbare school. In het begin denken ze eindelijk van Feeny verlost te zijn, maar hij duikt weer op als de nieuwe directeur van John Adams High. Er komen ook nieuwe leraren in beeld, zoals de jonge hippe Jonathan Turner, die Engels doceert. Topanga, het hippiekind dat in seizoen 1 hier en daar een gastrol had, duikt ook op. Ze worden vrienden. Een stel pestkoppen maakt het Cory en Shawn behoorlijk lastig. Het gaat om Harley Kiner, Joey 'the Rat' en Frankie 'the Enforcer'. Cory doet zijn uiterste best om 'cool' te zijn en erbij te horen. Zijn pogingen om een meisje te versieren, verlopen moeizaam. Shawn heeft ondertussen geen gebrek aan aandacht van meisjes.
In seizoen 3 krijgen Cory en Topanga een relatie, die pieken en dalen kent. Shawns moeder Virna verlaat hem en zijn vader. Zijn vader, Chet, gaat haar zoeken en laat Shawn achter bij de familie Matthews. Shawn heeft het moeilijk met de situatie en weet niet hoe ermee om te gaan. Uiteindelijk neemt Mr. Turner hem onder zijn hoede en mag hij bij hem komen wonen, tot Chet terugkeert. Cory's broer Eric slaagt er niet in om aangenomen te worden op welke universiteit dan ook.
De moeder van Shawn keert terug in seizoen 4 (maar verdwijnt later weer). Cory bemiddelt om haar terug te laten keren naar haar man en zoon. De ouders van Topanga gaan verhuizen naar Pittsburgh en willen hun dochter meenemen. Tijdelijk worden de twee geliefden uit elkaar gehaald, maar Topanga keert in haar eentje, tegen de wil van haar ouders, terug naar Philadelphia omdat ze bij Cory wil blijven. Ze kan bij haar tante wonen en op John Adams High naar school blijven gaan. Ze krijgt een aanbod om naar Yale te gaan, maar slaat dit af omdat ze met haar vrienden naar Pennbrook University wil. Eric weet niet wat hij met zijn leven aan moet. Eerst hangt hij nutteloos op de bank voor de tv, maar daar maken zijn ouders een eind aan. Ze dwingen hem een baan te zoeken. Alan krijgt genoeg van zijn werk in de supermarkt. Hij neemt ontslag en wordt eigenaar van een winkel in kampeerspullen, waar Eric aan de slag kan. Eric doet in het geheim de eindtoetsen van de middelbare school, scoort 200 punten hoger en wordt deze keer wel aangenomen op de universiteit. Mr. Turner krijgt een motorongeluk, maar overleeft.
Eric gaat naar de universiteit, maar heeft een kamer en een kamergenoot nodig in seizoen 5. Shawns halfbroer Jack komt opdagen en Cory besluit het één met het ander te combineren. Eric en Jack gaan samen in een appartement wonen, maar hebben een derde man nodig voor de huur: Shawn. Zijn vader vindt dat Shawn en Jack elkaar beter moeten leren kennen, hoewel Shawn daar weinig zin in heeft. Cory en Topanga gaan in het kader van een schoolreis skiën, maar als Cory zijn been bezeert en de hele week in de skihut moet blijven, leert hij Lauren kennen. Ze zoenen eenmalig. Lauren schrijft Cory een brief en Topanga komt daar achter. Cory en Topanga gaan uit elkaar, maar komen weer samen. Shawn leert, na jaren van nietszeggende vriendinnetjes, iemand kennen van wie hij gaat houden en bij wie dat wederzijds is: Angela Moore. Iedereen slaagt aan John Adams High.

### Rijpere jaren
Vanaf seizoen 5 verandert de show drastisch. Steeds meer gaat de nadruk liggen op de vriendengroep van Cory en Eric en raken de familie(s) meer buiten beeld. De serie krijgt meer het karakter van een zelfparodie. De schrijvers spotten met plotgaten en de fouten in de continuïteit in de serie en ze steken de draak met het format van de serie. Veel afleveringen worden parodieën op recente films en televisieshows. Eric wordt geleidelijk aan steeds springeriger en drukker en steeds een beetje dommer.
Aan het einde van seizoen 5 heeft Topanga Cory een aanzoek gedaan, wat hij graag accepteert. Als ze in seizoen 6 op verzet stuiten bij Alan en Amy, besluiten ze stiekem te willen trouwen, maar op het laatste moment krijgen ze bedenkingen en gaat het niet door. Ze blijven voorlopig verloofd. Mr. Feeny kondigt aan dat hij met pensioen gaat en verhuist naar Wyoming, wat vooral Eric erg zwaar valt. Mr. Feeny kan echter niet stilzitten en wordt leraar aan Pennbrook University. Cory, Topanga, Shawn en Angela gaan samen studeren aan Pennbrook University. Aangezien Cory en Shawn samen een kamer gaan delen in de studentenslaaphallen, moeten Eric en Jack een derde persoon vinden om mee te betalen aan de huur van het appartement. Dat wordt Rachel, die ze ontmoeten als zij pas haar relatie heeft verbroken. Ze wordt goed opgevangen door de jongens, maar er ontbrandt een strijd om haar liefde, die Jack uiteindelijk wint. Eric voelt zich verraden en besluit te verhuizen en loopt vervolgens een tijdje rond met zijn ziel onder de arm. Cory heeft twijfels over zijn aanstaande huwelijk, maar weet die te overwinnen. Twijfels zijn er ook tussen Shawn en Angela over hun relatie en ze maken het uit, hoewel ze nog wel van elkaar houden. Het wordt een knipperlichtrelatie. Dan overlijdt ook nog eens Shawns vader aan een hartaanval. Behalve dood is er ook nieuw leven, Alan en Amy krijgen opnieuw een zoon, Joshua.
In seizoen 7 veranderen sommige personages drastisch. Eric, die altijd al een beetje dommig was, verandert hier in een totale idioot. Hij slaagt wel - al had hij gezien de looptijd van de serie in zijn derde jaar moeten zitten - en krijgt meer zijn oude karakter terug in de laatste paar afleveringen. Jack wordt een verwaande egotripper. Ook dat verdwijnt in de laatste paar afleveringen. Hij en Rachel gaan uit elkaar en Jack, Shawn en Eric gaan weer samenwonen in het appartement. Rachel gaat samenwonen met Angela in de studentenslaapzalen. Cory en Topanga trouwen, al is Shawn daar niet al te blij mee, omdat hij bang is Cory als vriend te verliezen. Ze hebben, tegen Topanga's karakter in, geen huisvesting geregeld als ze terugkomen van huwelijksreis. Ze worden door Amy en Alan gedwongen op eigen benen te staan en moeten in een krot wonen, wat ze zelf opknappen tot een knus plekje. Angela's vader, een hoge militair, wordt in Europa gestationeerd en Angela gaat met hem mee, wat het einde betekent van haar relatie met Shawn. Jack en Rachel gaan bij het Peace Corps werken. Topanga krijgt een stage-aanbod in New York. Cory, Topanga, Shawn en Eric besluiten allemaal naar New York te verhuizen. Ze nemen afscheid van Mr. Feeny in hun basisschoolklas.

## Personages
- Ben Savage als Cory Matthews (1993-2000)
- Rider Strong als Shawn Hunter (1993-2000)
- William Russ als Alan Matthews (1993-2000)
- Will Friedle als Eric Matthews (1993-2000)
- Matthew Lawrence als Jack Hunter (1997-2000)
- William Daniels als George Feeny (1993-2000)
- Lee Norris als Stuart Minkus (1993-1994)
- Danielle Fishel als Topanga Lawrence/Matthews (1993-2000)
- Betsy Randle als Amy Matthews (1993-2000)
- Lily Nicksay als Morgan Matthews #1 (1993-1995)
- Lindsay Ridgeway als Morgan Matthews #2 (1995-2000)
- Anthony Tyler Quin als Jonathan Turner (1994-1997)
- Alex Désert als Eli Williams (1995-1996)
- Trina McGee-Davis als Angela Moore (1997-2000)
- Maitland Ward als Rachel Kimberly McGuire (1998-2000)

## Verbanden metThe Wonder Years
Niet alleen werd Boy Meets World vaak vergeleken met The Wonder Years (gedeeltelijk omdat Fred & Ben Savage broers zijn en de hoofdpersonages in hun verschillende series), ook zijn verscheidene acteurs in beide series verschenen (maar telkens in andere rollen):
- Ben Savage had een gastrol in seizoen 3, aflevering 14 van The Wonder Years, als een zevendeklasser die verliefd is.
- Fred Savage (Kevin Arnold) had een gastrol in seizoen 6, aflevering Everybody Loves Stuart en regisseerde 7 afleveringen.
- Dan Lauria (Kevins pa Jack Arnold) had een gastrol als provinciale rechter in seizoen 4, aflevering Wheels
- Steven Gilborn (Mr. Collins) had een gastrol als quizshowhost in seizoen 4, aflevering Quiz Show